# フィリペ・セメド
フィリペ・セメド・ロドリゲス（Filipe Semedo Rodrigues 、2000年1月22日 - ）は、ポルトガル・カスカイス出身のプロサッカー選手。ポジションは、ゴールキーパー。

## 来歴
2019年7月28日、タッサ・ダ・リーガのカーザ・ピア戦でデビューを果たした。